# Адріан Тамезе
Адріа́н Фіде́ль Тамезе́ Аутса́ (фр. Adrien Fidele Tameze Aoutsa, нар. 4 листопада 1994, Лілль) — французький футболіст камерунського походження, півзахисник італійського «Торіно».

## Клубна кар'єра
Народився 4 листопада 1994 року в місті Лілль. Розпочав займатись футболом в однойменній команді з рідного міста, після чого навчався у клубах «Ламберсар» та «Васкеаль», поки 2009 року не потрапив в академію «Нансі».
З 2011 року став виступати за дублюючу команду «Нансі», але до першої команди повноцінно не пробився, зігравши лише дві гри у Кубку Франції у 2013 році.
2014 року уклав контракт з «Валансьєнном», у складі якого також спочатку змушений був грати за дубль, але з сезону 2015/16 він став частиною першої команди. Там він дебютував у Лізі 2 31 липня 2015 року у матчі проти «Ніора» (1:0). Тамезе почав гру як запасний гравець, і за сім хвилин до кінця гри вийшов на заміну. Перший гол забив 28 серпня 2015 року в виїзному матчі проти «Ред Стара» (5:1). Всього за два сезони провів у другому французькому дивізіоні 56 матчів і забив 1 гол.
9 червня 2017 року перейшов до «Ніцци», у складі якої 5 серпня дебютував у Лізі 1 в матчі проти «Сент-Етьєна» (0:1), замінивши на 78 хвилині Венсана Козьєлло. За два з половиною роки відіграв за команду з Ніцци 71 матч у національному чемпіонаті.
31 січня 2020, не маючи стабільного ігрового часу, перейшов в оренду до кінця сезону до італійської «Аталанти».
Згодом залишився в Італії, уклавши 3 вересня 2020 року чотирирічний контракт з «Вероною». Провів у цій команді три сезони, взявши участь у 114 іграх усіх турнірів.
У липні 2023 року за 2,8 мільйона євро перейшов до «Торіно».

## Виступи за збірні
2010 року дебютував у складі юнацької збірної Франції, взяв участь у 32 іграх на юнацькому рівні, відзначившись одним забитим голом.
У 2011 році він брав участь у юнацькому чемпіонаті Європи U-17 у Сербії, де зіграв у трьох матчах цього змагання. Французи не зуміли вийти з групи, проте кваліфікувались на юнацький чемпіонат світу того ж року, куди Тамезе також поїхав і зіграв у п'яти матчах., а французи вилетіли у чвертьфіналі від господарів збірної Мексики.
У 2018 році тренер збірної Камеруну Кларенс Зеєдорф викликав Тамезе до збірної, але той відмовився, повідомивши, що не визначився, яку країну хоче представляти.

## Статистика виступів

### Статистика клубних виступів
Станом на 8 вересня 2023
| Сезон                  | Команда                | Чемпіонат              | Чемпіонат | Чемпіонат | Національний кубок | Національний кубок | Національний кубок | Континентальні кубки | Континентальні кубки | Континентальні кубки | Інші змагання | Інші змагання | Інші змагання | Усього | Усього |
| Сезон                  | Команда                | Ліга                   | Ігор      | Голів     | Ліга               | Ігор               | Голів              | Ліга                 | Ігор                 | Голів                | Ліга          | Ігор          | Голів         | Ігор   | Голів  |
| ---------------------- | ---------------------- | ---------------------- | --------- | --------- | ------------------ | ------------------ | ------------------ | -------------------- | -------------------- | -------------------- | ------------- | ------------- | ------------- | ------ | ------ |
| 2012–13                | «Нансі»                | Л1                     | 0         | 0         | КФ+КЛ              | 2+0                | 0                  | -                    | -                    | -                    | -             | -             | -             | 2      | 0      |
| 2015–16                | «Валансьєнн»           | Л2                     | 21        | 1         | КФ+КЛ              | 2+1                | 0                  | -                    | -                    | -                    | -             | -             | -             | 24     | 1      |
| 2016–17                | «Валансьєнн»           | Л2                     | 35        | 0         | КФ+КЛ              | 1+1                | 0                  | -                    | -                    | -                    | -             | -             | -             | 37     | 0      |
| Усього за «Валансьєнн» | Усього за «Валансьєнн» | Усього за «Валансьєнн» | 56        | 1         |                    | 5                  | 0                  |                      | -                    | -                    |               | -             | -             | 61     | 1      |
| 2017–18                | «Ніцца»                | Л1                     | 26        | 0         | КФ+КЛ              | 1+2                | 0                  | ЛЧ+ЛЄ                | 1+6                  | 0+1                  | -             | -             | -             | 36     | 1      |
| 2018–19                | «Ніцца»                | Л1                     | 37        | 0         | КФ+КЛ              | 1+2                | 0                  | -                    | -                    | -                    | -             | -             | -             | 40     | 0      |
| 2019–20                | «Ніцца»                | Л1                     | 8         | 1         | КФ+КЛ              | 0+1                | 0                  | -                    | -                    | -                    | -             | -             | -             | 9      | 1      |
| Усього за «Ніццу»      | Усього за «Ніццу»      | Усього за «Ніццу»      | 71        | 1         |                    | 7                  | 0                  |                      | 7                    | 1                    |               | -             | -             | 85     | 2      |
| 2019–20                | «Аталанта»             | A                      | 7         | 0         | КІ                 | -                  | -                  | ЛЧ                   | 2                    | 0                    | -             | -             | -             | 9      | 0      |
| 2020–21                | «Верона»               | A                      | 33        | 1         | КІ                 | 2                  | 0                  | -                    | -                    | -                    | -             | -             | -             | 35     | 1      |
| 2021–22                | «Верона»               | A                      | 38        | 4         | КІ                 | 2                  | 0                  | -                    | -                    | -                    | -             | -             | -             | 40     | 4      |
| 2022–23                | «Верона»               | A                      | 37+1      | 0         | КІ                 | 1                  | 0                  | -                    | -                    | -                    | -             | -             | -             | 39     | 0      |
| Усього за «Верону»     | Усього за «Верону»     | Усього за «Верону»     | 108+1     | 5         | -                  | 5                  | 0                  | -                    | -                    | -                    | -             | -             | -             | 114    | 5      |
| 2023–24                | «Торіно»               | A                      | 1         | 0         | КІ                 | 1                  | 0                  | -                    | -                    | -                    | -             | -             | -             | 2      | 0      |
| Усього за кар'єру      | Усього за кар'єру      | Усього за кар'єру      | 222       | 7         |                    | 18                 | 0                  |                      | 9                    | 1                    | -             | -             | -             | 271    | 8      |